# Corybas solomonensis
Corybas solomonensis är en orkidéart som beskrevs av Pieter van Royen. Corybas solomonensis ingår i släktet Corybas, och familjen orkidéer. Inga underarter finns listade i Catalogue of Life.